# Diane Pratte
Diane Pratte, coniugata Acton (Rouyn-Noranda, 18 giugno 1953), è un'ex sciatrice alpina canadese.

## Biografia
Diane Pratte proviene da una famiglia di grandi tradizioni nello sci alpino: è sorella di Claude, Michel e Raymond e madre di Brigitte e Lise-Marie Acton, a loro volta atleti di alto livello.
Sciatrice polivalente con maggior propensione alle prove tecniche, esordì in Coppa del Mondo il 22 febbraio 1970 a Jackson Hole in slalom speciale classificandosi 14ª e tale risultato sarebbe rimasto il migliore della Pratte nel massimo circuito internazionale; agli XI Giochi olimpici invernali di Sapporo 1972, sua unica presenza olimpica, si classificò 15ª nello slalom gigante e non completò lo slalom speciale. Si ritirò al termine della stagione 1972-1973 e la sua ultima gara fu lo slalom gigante di Coppa del Mondo disputato a Heavenly Valley il 23 marzo, chiuso dalla Pratte al 28º posto.

## Palmarès

### Campionati canadesi
- 1 oro (slalom gigante nel 1972)[4][senza fonte]